# 中部縦貫自動車道

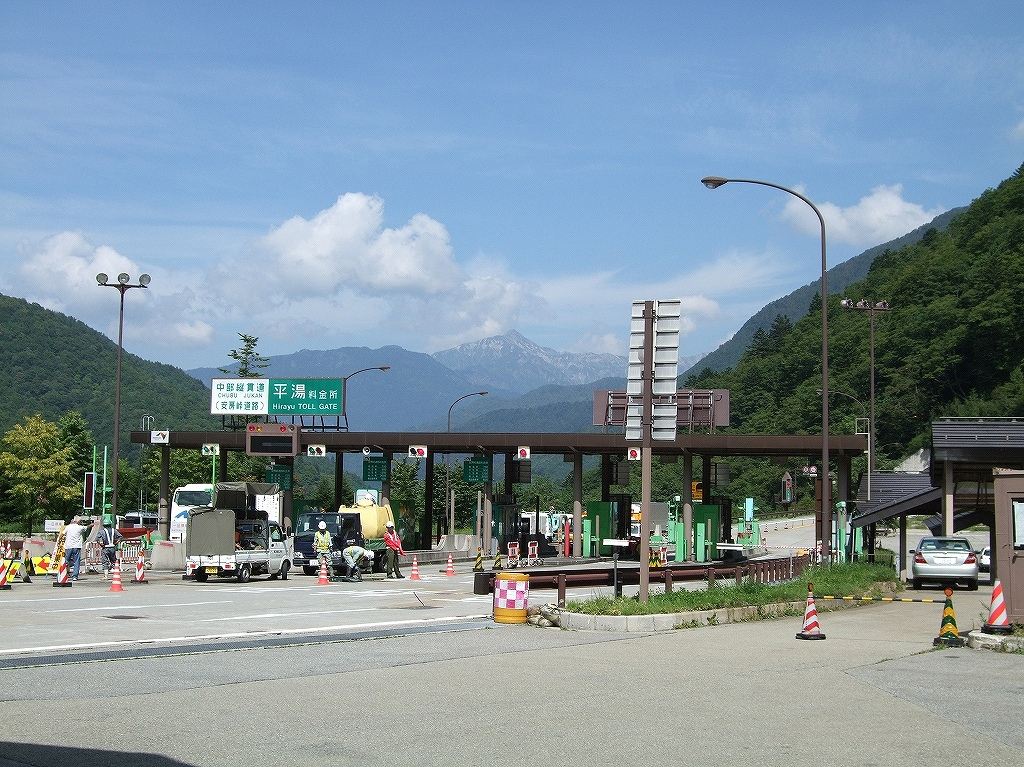
安房峠道路 平湯料金所

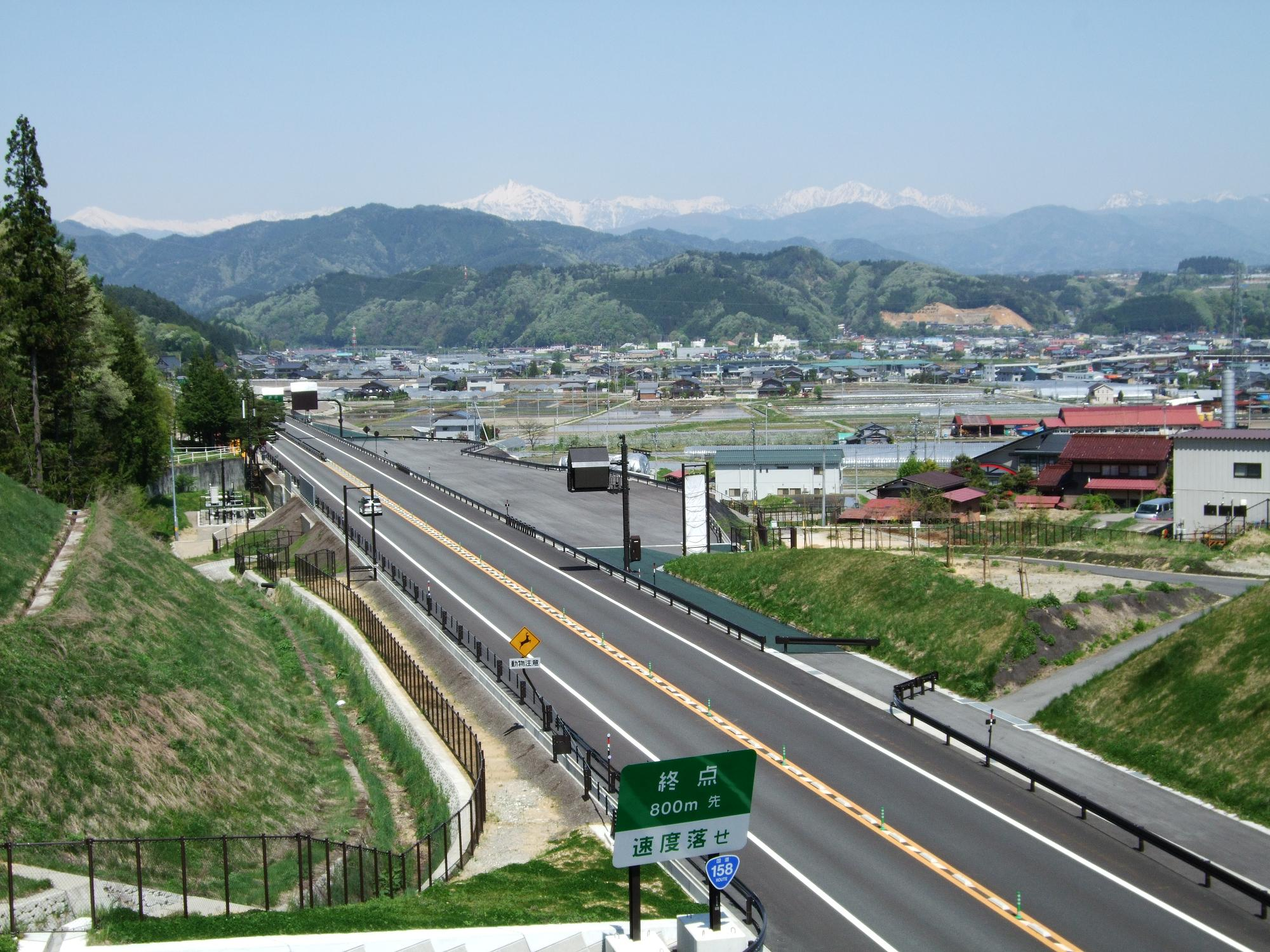
高山清見道路 見量山トンネル付近

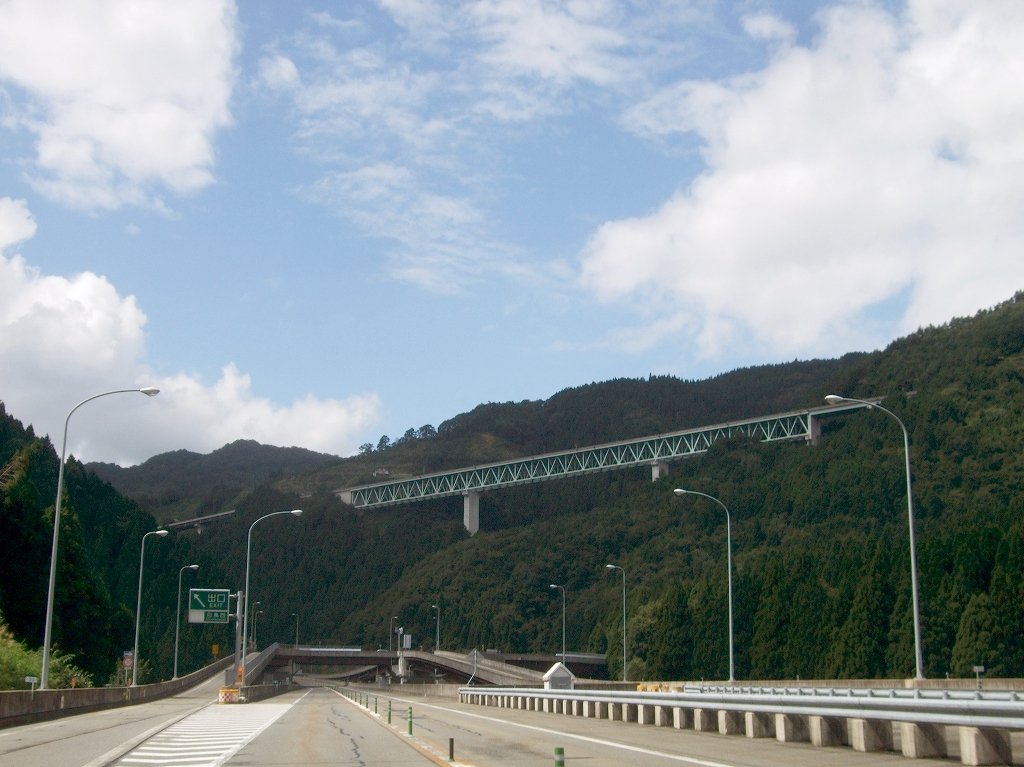
油坂峠道路 白鳥西IC付近

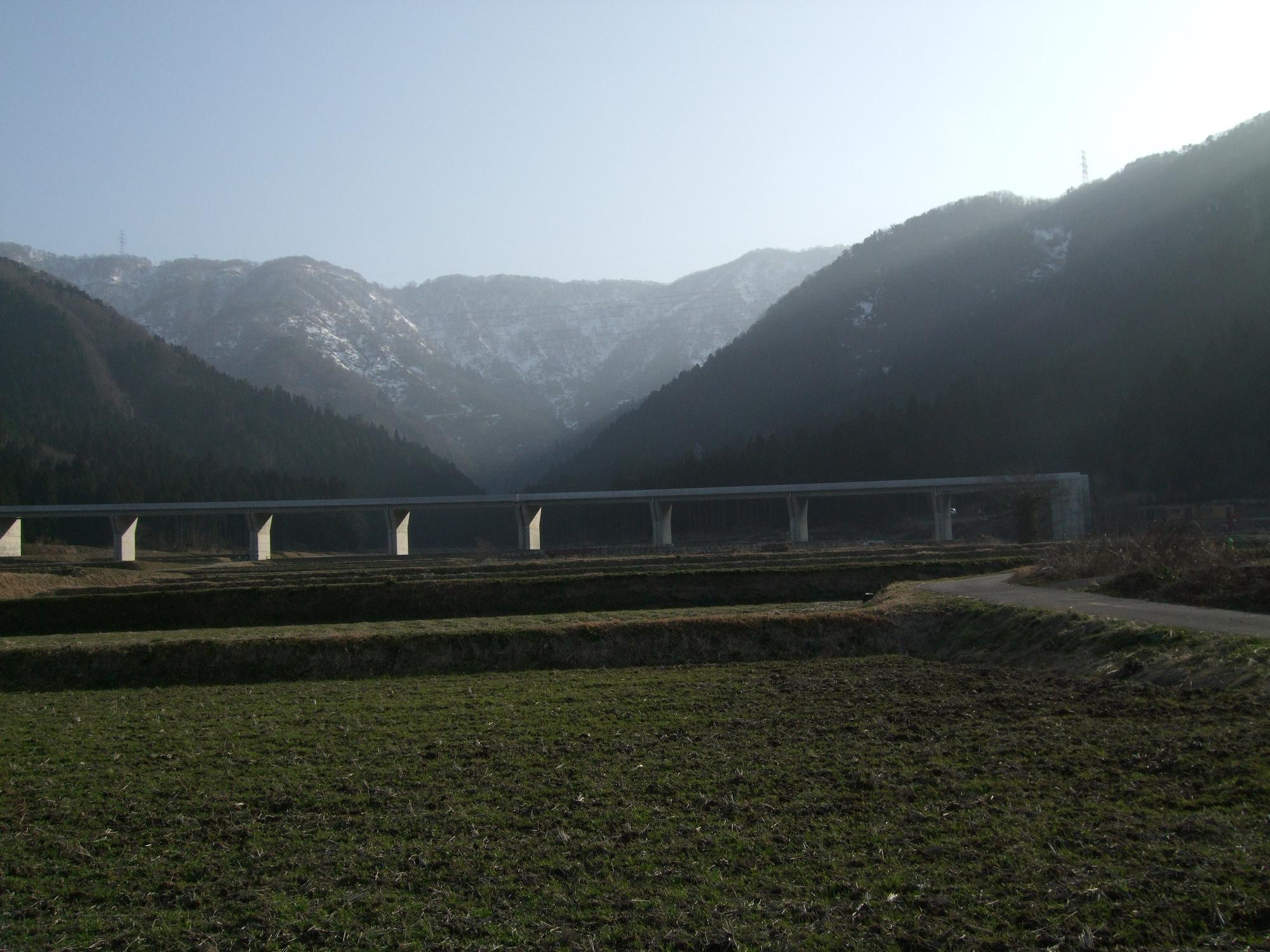
永平寺大野道路 栗住波高架橋

中部縦貫自動車道（ちゅうぶじゅうかんじどうしゃどう、英語: CHUBU-JUKAN EXPWY）は、長野県松本市から福井県福井市までを結ぶ国土交通大臣指定に基づく高規格幹線道路（一般国道の自動車専用道路）（B路線）である。国道158号に指定されている。略称は中部縦貫道（ちゅうぶじゅうかんどう）、または中縦道（ちゅうじゅうどう）。
高速道路ナンバリングによる路線番号は、「E67」が割り振られている。

## 概要
長野県松本市を起点とし、岐阜県高山市の飛驒清見ICで東海北陸自動車道に接続、同道を経たのち白鳥ICで分岐し、福井県福井市に至る。東海北陸自動車道との重複区間は高速自動車国道、それ以外の区間は国道158号に指定されている。
以前は県境区間の国道158号安房峠および油坂第三トンネルまでの郡上市側は冬季になると閉鎖されていたが、安房峠道路および油坂峠道路の完成により、年間を通して長野県や福井県と岐阜県飛騨地方との相互通行が可能になった。
全線開通した場合は北陸自動車道から当道を経て長野自動車道・中央自動車道へ至る、福井県と関東地方（特に東京都）を結ぶ高速自動車交通の最短ルートを成す。
日本列島の中心線に沿って延びているため道路名は「縦貫道」を名乗る。

### 路線データ
- 起点：長野県松本市（松本JCT（仮称））
- 終点：福井県福井市（福井北JCT/IC）
- 延長：約160 km（東海北陸自動車道40.7 kmを除く）
- 道路区分
  - 松本JCT（仮称）- 波田IC（仮称）、中ノ湯IC - 久手IC、丹生川IC（仮称） - 飛驒清見IC、白鳥IC - 岐阜県郡上市白鳥町向小駄良 （大藤路橋）、大野IC - 永平寺参道IC、松岡IC - 福井北JCT/IC：第1種第3級
  - 岐阜県郡上市白鳥町向小駄良（大藤路橋）- 大野IC：第1種第4級
  - 永平寺参道IC - 松岡IC：第3種第3級
- 設計速度
  - 松本JCT（仮称）- 波田IC（仮称）、中ノ湯IC - 久手IC、丹生川IC（仮称） - 飛驒清見IC、白鳥IC - 油坂出入口、大野IC - 福井北JCT/IC：80 km/h
  - 油坂出入口 - 大野IC：60 km/h
- 車線数
  - 松本JCT（仮称）- 波田IC（仮称）、中ノ湯IC - 平湯IC、丹生川IC（仮称） - 飛驒清見IC、白鳥IC - 油坂出入口、大野IC - 福井北JCT/IC：暫定2車線（完成4車線）
  - 平湯IC - 久手IC、油坂出入口 - 大野IC：完成2車線

## インターチェンジなど
- IC（インターチェンジ）番号欄の背景色が■である部分については道路が供用済みの区間を示している。また、施設名欄の背景色が■である部分は施設が供用されていない、完成していないことを示す。
- JCTはジャンクションを示す。
- 長野県・岐阜県の未開通区間および油坂出入口のIC/JCT名は仮称。

| IC 番号                                              | 施設名         | 接続路線名                                              | 起点 から （km） | 備考                                            | 所在地        | 所在地          |
| ---------------------------------------------------- | -------------- | ------------------------------------------------------- | ---------------- | ----------------------------------------------- | ------------- | --------------- |
| -                                                    | 松本JCT        | E19 長野自動車道                                        | 0.0              | 事業中                                          | 長野県 松本市 | 長野県 松本市   |
| -                                                    | 波田IC         | 県道315号波田北大妻豊科線                               | 5.3              | 事業中                                          | 長野県 松本市 | 長野県 松本市   |
| 波田 - 中ノ湯 （基本計画区間）                       |                |                                                         |                  |                                                 | 長野県 松本市 | 長野県 松本市   |
|                                                      | 中ノ湯IC       | 国道158号（現道）                                       | 0.0              |                                                 | 長野県 松本市 | 長野県 松本市   |
|                                                      | 平湯IC         | 国道158号（現道） 国道471号                             | 5.6              |                                                 | 岐阜県        | 高山市          |
| -                                                    | 久手IC         | 国道158号（現道）                                       |                  | 事業中                                          | 岐阜県        | 高山市          |
| 久手 - 日面 （計画段階評価完了）                     |                |                                                         |                  |                                                 | 岐阜県        | 高山市          |
| 日面 - 丹生川 （基本計画区間）                       |                |                                                         |                  |                                                 | 岐阜県        | 高山市          |
| -                                                    | 丹生川IC       | 国道158号（現道）                                       | 0.0              | 事業中                                          | 岐阜県        | 高山市          |
|                                                      | 高山IC         | 国道41号（高山国府バイパス）                            | 9.5              |                                                 | 岐阜県        | 高山市          |
|                                                      | 高山西IC       | 国道158号（現道）                                       | 16.0             | 道の駅ななもり清見隣接                          | 岐阜県        | 高山市          |
| 13                                                   | 飛驒清見IC/JCT | 国道158号（現道） E41 東海北陸自動車道小矢部砺波方面    | 24.7             |                                                 | 岐阜県        | 高山市          |
| （重複区間 40.9 km）詳細は「東海北陸自動車道」を参照 |                |                                                         |                  |                                                 | 岐阜県        | 高山市          |
| 郡上市                                               |                |                                                         |                  |                                                 | 岐阜県        |                 |
| 10                                                   | 白鳥IC/JCT     | E41 東海北陸自動車道一宮方面 県道82号白鳥明宝線         | 0.0              | 東海北陸道方面出入口                            | 岐阜県        |                 |
|                                                      | 白鳥西IC       | 国道158号（現道）                                       | 3.2              | 道の駅清流の里しろとり出口案内 （白鳥方面のみ） | 岐阜県        |                 |
|                                                      | 油坂出入口     | 国道158号（現道）                                       | 11.3             | 白鳥方面出入口 無料開放により油坂峠料金所は廃止 | 福井県        | 大野市          |
| 2029年春開通予定                                     |                |                                                         |                  |                                                 | 福井県        | 大野市          |
|                                                      | 九頭竜IC       | 県道127号白山中居神社朝日線                             | 26.8             | 道の駅九頭竜出口案内                            | 福井県        | 大野市          |
|                                                      | 下山IC         | 国道158号（現道）                                       | 30.7             | 福井方面出入口                                  | 福井県        | 大野市          |
|                                                      | 勝原IC         | 国道158号（現道）                                       | 36.3             | 福井方面出入口                                  | 福井県        | 大野市          |
|                                                      | 荒島IC         | 国道158号（現道）                                       | 40.8             | 道の駅越前おおの荒島の郷隣接                    | 福井県        | 大野市          |
|                                                      | 大野IC         | 国道157号（大野バイパス）                               | 46.3             |                                                 | 福井県        | 大野市          |
|                                                      | 勝山IC         | 県道260号勝山インター線                                 | 54.1             | 道の駅恐竜渓谷かつやま出口案内                  | 福井県        | 勝山市          |
|                                                      | 上志比IC       | 国道416号                                               | 62.0             | 道の駅禅の里出口案内                            | 福井県        | 吉田郡 永平寺町 |
|                                                      | 永平寺IC       | 国道364号（旧道（谷口バイパス））                       | 67.3             |                                                 | 福井県        | 吉田郡 永平寺町 |
|                                                      | 永平寺参道IC   | 国道364号（現道、旧道（谷口バイパス））                 | 68.7             | 福井方面出入口                                  | 福井県        | 吉田郡 永平寺町 |
|                                                      | 松岡IC         | 国道416号（新道（吉野堺バイパス）） 県道165号京善原目線 | 70.5             | 白鳥方面出入口                                  | 福井県        | 吉田郡 永平寺町 |
| 9                                                    | 福井北JCT/IC   | 国道416号（新道（吉野堺バイパス）） E8 北陸自動車道     | 72.7             | ICは北陸道方面出入口                            | 福井県        | 福井市          |

## 歴史
各道路ごとの沿革は、#事業区間ごとの概要にある各道路の沿革を参照。
- 1965年（昭和40年）：安房トンネルの現地調査を開始する。
- 1980年（昭和55年）：安房トンネルの調査坑が着工される。
- 1981年（昭和56年）：油坂峠道路が、建設省により事業化される。
- 1983年（昭和58年）：油坂峠道路が、建設省により着工される。
- 1985年（昭和60年）度：永平寺大野道路のうち国道416号吉野 - 谷口工区（現・永平寺参道IC - 松岡IC）が、福井県により着手される。
- 1987年（昭和62年）
  - 6月30日：第四次全国総合開発計画にて、高規格幹線道路として閣議決定される。
  - 11月18日：油坂峠道路・越美通洞関連区間（1.9 km）が、暫定的に無料道路として供用を開始する[13]。
- 1993年（平成5年）
  - 年度：永平寺大野道路のうち、上志比IC - 永平寺参道IC間の事業を福井県から国へ移管。国が永平寺大野道路全区間を事業化する。
  - 6月1日：永平寺大野道路のうち、越坂トンネル関連区間（現・永平寺参道IC - 松岡IC間、1.8 km）の供用を開始する。
- 1995年（平成7年）
  - 2月11日：安房峠道路の工事現場で水蒸気爆発が発生し、作業員4人が死亡する。
  - 4月：安房トンネルが貫通する。
- 1996年（平成8年）度：松本波田道路が事業化される。
- 1997年（平成9年）12月6日：安房峠道路（中ノ湯IC - 平湯IC間、5.6 km）の供用を開始する。
- 1999年（平成11年）
  - 4月26日：白鳥西IC - 油坂第三トンネルおよび、油坂峠料金所の供用を開始。同時に有料道路となる。
  - 11月1日：白鳥IC - 白鳥西IC間の供用を開始する。
- 2004年（平成16年）11月27日：高山清見道路のうち、高山西IC - 飛驒清見IC間（8.7 km）の供用を開始する。
- 2005年（平成17年）9月30日：油坂峠道路無料化に伴い、油坂峠料金所を廃止。
- 2007年（平成19年）
  - 3月17日：永平寺大野道路のうち、永平寺IC - 永平寺参道IC間（1.4 km）の供用を開始する。
  - 9月29日：高山清見道路のうち、高山IC - 高山西IC間（6.5 km）の供用を開始する[14]。
- 2009年（平成21年）3月28日：永平寺大野道路のうち、勝山IC - 上志比IC間（7.9 km）の供用を開始する。
- 2011年（平成23年）8月1日：永平寺大野道路のうち、松岡IC - 福井北JCT/IC間着工。
- 2013年（平成25年）3月24日：永平寺大野道路のうち、大野IC - 勝山IC間（7.8 km）の供用を開始する[15]。
- 2015年（平成27年）3月1日：永平寺大野道路のうち、松岡IC - 福井北JCT/IC間（2.2 km）の供用を開始する[16][17][18]。また永平寺IC、永平寺参道ICの名称が正式決定。
- 2017年（平成29年）7月8日：永平寺大野道路のうち、上志比IC - 永平寺IC間（5.3 km）の供用を開始する[19]。永平寺大野道路全線開通[19]。
- 2019年（令和元年）9月4日：国土交通省が中部縦貫道の暫定2車線区間のうち、中ノ湯IC - 平湯ICを10 - 15年後を目処に4車線化する優先整備区間に選定する方針を発表[20][21][22]。
- 2023年（令和5年）
  - 2月3日：丹生川IC - 平湯IC間をバイパスとして整備することが決定。飛騨ほおのき平スキー場付近に中間ICを配置することが検討されることとなった[23]。
  - 3月19日：大野油坂道路のうち、大野IC - 勝原IC間（10.0 km）が供用開始[24]。
  - 10月28日：大野油坂道路のうち、勝原IC - 九頭竜IC間（9.5 km）が供用開始[25]。

### 開通予定年度
- 2029年（令和11年）春：油坂出入口（仮称） - 九頭竜IC[9][注釈 2]
- 未定：松本JCT（仮称） - 波田IC（仮称）
- 未定：丹生川IC（仮称） - 高山IC
- 未定：平湯IC - 久手IC（仮称）

## 路線状況

### 車線・最高速度・料金
| 区間                                  | 車線 上下線=上り線+下り線 | 最高速度 | 料金 | 備考 |
| ------------------------------------- | ------------------------- | -------- | ---- | ---- |
| （松本JCT（仮称）- 中ノ湯IC間未開通） |                           |          |      |      |
| 中ノ湯IC - 平湯IC                     | 2=1+1 （暫定2車線）       | 60 km/h  | 有料 | ※1   |
| （平湯IC - 高山IC間未開通）           |                           |          |      |      |
| 高山IC - 飛驒清見IC/JCT               | 2=1+1 （暫定2車線）       | 70 km/h  | 無料 |      |
| 白鳥IC/JCT - 油坂出入口               | 2=1+1 （暫定2車線）       | 70 km/h  | 無料 | ※2   |
| （油坂出入口 - 九頭竜IC間未開通）     |                           |          |      |      |
| 九頭竜IC - 大野IC                     | 2=1+1                     | 60 km/h  | 無料 |      |
| 大野IC - 松岡IC                       | 2=1+1 （暫定2車線）       | 70 km/h  | 無料 |      |
| 松岡IC - 福井北JCT/IC                 | 2=1+1 （暫定2車線）       | 70 km/h  | 有料 |      |

- ※1：中ノ湯IC - 平湯IC間は4車線化優先整備区間[20][21][22]
- ※2：越美通洞付近では50 km/hに制限されている。

### 道路管理者
- NEXCO中日本
  - 東京支社[26]
    - 松本保全・サービスセンター：中ノ湯IC - 平湯IC
- 国土交通省
  - 中部地方整備局
    - 高山国道事務所：高山IC - 飛驒清見IC
    - 岐阜国道事務所：白鳥IC - 油坂出入口

  - 近畿地方整備局
    - 福井河川国道事務所：九頭竜IC - 福井北JCT/IC

### 交通量
24時間交通量（台） 道路交通センサス
| 区間                        | 平成17（2005）年度 | 平成22（2010）年度 | 平成27（2015）年度 | 令和3（2021）年度 |
| --------------------------- | ------------------ | ------------------ | ------------------ | ----------------- |
| 松本JCT（仮称）- 中ノ湯IC間 | 未開通             | 未開通             | 未開通             | 未開通            |
| 中ノ湯IC - 平湯IC           | 03,171             | 01,880             | 03,821             | 01,691            |
| 平湯IC - 高山IC間           | 未開通             | 未開通             | 未開通             | 未開通            |
| 高山IC - 高山西IC           | 調査当時未開通     | 05,504             | 05,631             | 05,356            |
| 高山西IC - 飛驒清見IC       | 05,566             | 06,774             | 07,049             | 06,169            |
| 白鳥IC - 白鳥西IC           | 01,071             | 00 594             | 02,035             | 0479              |
| 白鳥西IC - 油坂出入口       | 01,706             | 00 946             | 01,128             | 01,574            |
| 油坂出入口 - 九頭竜IC間     | 未開通             | 未開通             | 未開通             | 未開通            |
| 九頭竜IC - 大野IC間         | 調査当時未開通     | 調査当時未開通     | 調査当時未開通     | 調査当時未開通    |
| 大野IC - 勝山IC             | 調査当時未開通     | 調査当時未開通     | 06,406             | 06,904            |
| 勝山IC - 上志比IC           | 調査当時未開通     | 01,214             | 07,675             | 011,008           |
| 上志比IC - 永平寺IC         | 調査当時未開通     | 調査当時未開通     | 調査当時未開通     | 09,252            |
| 永平寺IC - 永平寺参道IC     | 調査当時未開通     | 08,218             | 11,088             | 13,037            |
| 永平寺参道IC - 松岡IC       | 11,738             | 12,575             | 16,273             | 14,655            |
| 松岡IC - 福井北JCT/IC       | 調査当時未開通     | 調査当時未開通     | 01,244             | 01,543            |

（出典：「平成22年度道路交通センサス」・「平成27年度全国道路・街路交通情勢調査」・「令和3年度全国道路・街路交通情勢調査」（国土交通省ホームページ）より一部データを抜粋して作成）
- 平成22年度の調査期間中において中ノ湯IC - 平湯ICでは、高速道路無料化社会実験が行われていた。

## 事業区間ごとの概要
※各道路のICおよび接続道路の詳細については、#インターチェンジなどを参照。
長野県内区間は、波田IC（仮称）- 中ノ湯IC間はダム建設時に整備された道路を利用しており、道路幅の狭さから大型自動車などの離合に時間を要するなど改良の余地があるが、この区間は一般道路と併用して整備をする方針となっている。このうち、地元関係者の要望もあり先行整備される予定であった同区間の一部（奈川渡ダム周辺）については地元首長および国土交通相との会談の結果、2010年（平成22年）度の事業化を目指すこととなったが、のちに調査・測量を除いた事業化は延期となった。その後最終的に、長野県から国土交通省長野国道事務所に権限代行のうえ、2011年（平成23年）度に「一般国道158号 奈川渡改良」として事業化された。
また、松本波田道路は2008年（平成20年）度に事業再評価の対象となったが事業の継続が決定した。
岐阜県内区間は、高山清見道路の高山IC - 飛驒清見IC間の開通により整備が一段落したのちは、丹生川IC（仮称）- 高山IC間の事業が進んでいる。また、現道の改良が進んでいる平湯IC - 丹生川IC（仮称）間は高山東道路として平湯IC - 久手IC（仮称）間が事業中、久手IC - 丹生川IC（仮称）間が調査中である。
福井県内区間は、永平寺大野道路が2017年（平成29年）7月8日に全区間が開通し。事業中の大野油坂道路も2023年（令和5年）10月28日に九頭竜湖右岸部を抜ける1区間を残し供用を開始している。

### 松本波田道路
松本波田道路（まつもとはたどうろ）は、長野県松本市島立と同市波田石原間で事業化されている、全長5.3 kmの自動車専用道路である。1996年（平成8年）度に事業化され、1999年（平成11年）3月15日に都市計画決定された。松本ICの南側にあたる島立地区に設置される松本JCT（仮称）で長野自動車道から分岐し、波田地区で長野県道315号波田北大妻豊科線と接続する予定である。波田側ではアクセス道路として波田北大妻豊科線のバイパスが長野県によって整備中である。
この区間はアクセス道路の問題と地元住民の反対により整備が遅れている。アクセス道路については2車線で整備することが決まっていたが、田中康夫知事が1.5車線に計画を変更したのち、村井仁知事により再び2車線で整備する計画に戻された。
2013年12月、国土交通省関東地方整備局長野国道事務所が島立・新村・和田・波田の各地区で地元町会長などに対し説明会を開催した。2014年（平成26年）1月からは地権者ら地元住民対象の説明会を開き、理解を得られれば地質調査や測量を始める方針とされた。この計画については、渋滞解消や観光資源の有機的な接続といったメリットの反面、優良な農地や景観を失うとする住民の反対意見が併せて報道されている。
2018年（平成30年）4月、松本市は松本JCT（仮称）と波田IC（仮称）の間に、新村IC（仮称）と和田IC（仮称）を、地元自治体が整備・維持管理をになう追加インターチェンジとして設置する方針を発表した。今後は設置に向け、国や県と協議を進めるとのことである。
以後、用地測定が終了している波田・新村地区について国が本格的な用地交渉に着手し用地取得を進め、境界に畦畔や仮用排水路・馬入れ等の設置作業を実施した。また、和田・島立地区についても2020年（令和2年）度に用地取得、橋梁下部工事を開始するとの方針が示された。
2021年（令和3年）には地元説明会での意見と要望等を踏まえ、1月中旬から本線工事に着手されており、建設が進められている。

#### 松本波田道路の要目
- 起点：長野県松本市島立
- 終点：長野県松本市波田石原
- 全長：5.3 km
- 規格：第1種第3級
- 道路幅員：20.5 m
- 車線数：4車線
  - 暫定2車線の対面通行でまず整備し、将来の4車線化を想定している[33][35]
- 車線幅員：3.5 m
- 設計速度：80 km/h
  - 対面通行の間は70 km/hで協議中[33]

### 波田IC - 中ノ湯IC
長野県松本市波田石原（波田IC（仮称））と同市安曇中ノ湯（中ノ湯IC）を結ぶ区間は基本計画区間となっている。事業化されておらず、事業名もない。
なお、当区間と並行する国道158号は防災上の問題があるほか隘路となっていることから、奈川渡ダム付近の約2.2 kmについて国道158号のバイパス道路を建設する道路改良事業「一般国道158号奈川渡改良」が、中部縦貫自動車道とは別に権限代行事業として国土交通省により2011年度（平成23年度）に事業化された。また、三本松トンネルから稲核ダムまでの1.5 kmの区間の改良工事である狸平工区が長野県により事業化されている。
2022年（令和4年）6月には中部縦貫自動車道（波田〜中ノ湯間）整備検討会（第2回）が開催され、地域の課題と現状整理について意見交換が行われた。

### 安房峠道路
安房峠道路（あぼうとうげどうろ）は、長野県松本市安曇中ノ湯（中ノ湯IC）と岐阜県高山市奥飛騨温泉郷平湯（平湯IC）を結ぶ、全長5.6 kmの道路である。
長野・岐阜県境の安房峠直下で短絡しており、大半の区間を安房トンネルと湯ノ平トンネルが占めている。

### 高山東道路
岐阜県高山市奥飛騨温泉郷平湯（平湯IC）と岐阜県高山市丹生川町坊方（丹生川IC（仮称））を結ぶ区間は長らく基本計画区間であり、全長約21 kmの道路で高山東道路として調査が行われていた。飛騨山脈の麓に広がる急峻な地形という地域特有の事情から道路建設に当たって多くの課題が残り、長らく事業化されていなかった。
こうした状況を打開すべく国土交通省・岐阜県・高山市・飛驒市の担当者で構成される「飛騨北部地域の幹線道路網機能強化検討会」が2019年（令和元年）から2020年（令和2年）にかけ高山市内で2度開催された際には、国道現道が急カーブ・急勾配など多くの問題を抱え、かつ迂回路が無い為に積雪の多い冬季には安全性・定時制の面で大きな支障がある平湯ICから高山市丹生川町日面までの約13 kmを優先整備区間と定め、併せて高山市丹生川町久手付近に中間のインターチェンジを設置する方向性が確認された。その後、事業化の前段階となる概略ルートや道路構造に関する検討を含む計画段階評価が進行中で、2023年（令和5年）2月3日開催の「社会資本整備審議会 道路分科会 令和4年度第1回中部地方小委員会」において、アンケート結果を踏まえた全線高規格のバイパス道路とし、中間インターチェンジを設置する対応方針案について了承された。このうち、平湯IC - 久手IC間（延長5.6 km）について「一般国道158号 高山東道路（平湯〜久手）」として2024年度（令和6年度）に事業化された。令和6年度は測量・設計を行う予定である。

#### 高山東道路の要目
- 起点：岐阜県高山市奥飛騨温泉郷平湯

- 終点：岐阜県高山市清見町夏厩（事業区間終点岐阜県高山市丹生川町久手）

- 全長：約23 km（うち事業区間延長5.3 km）
- 規格：第1種第3級
- 標準道路幅員：13.5 m
- 車線数：2車線
- 設計速度：80 km/h

#### 高山東道路の沿革
- 2023年（令和5年）2月3日：対応方針決定[49]。
- 2024年度（令和6年度）：「高山東道路（平湯〜久手）」事業化[50]。

### 高山清見道路

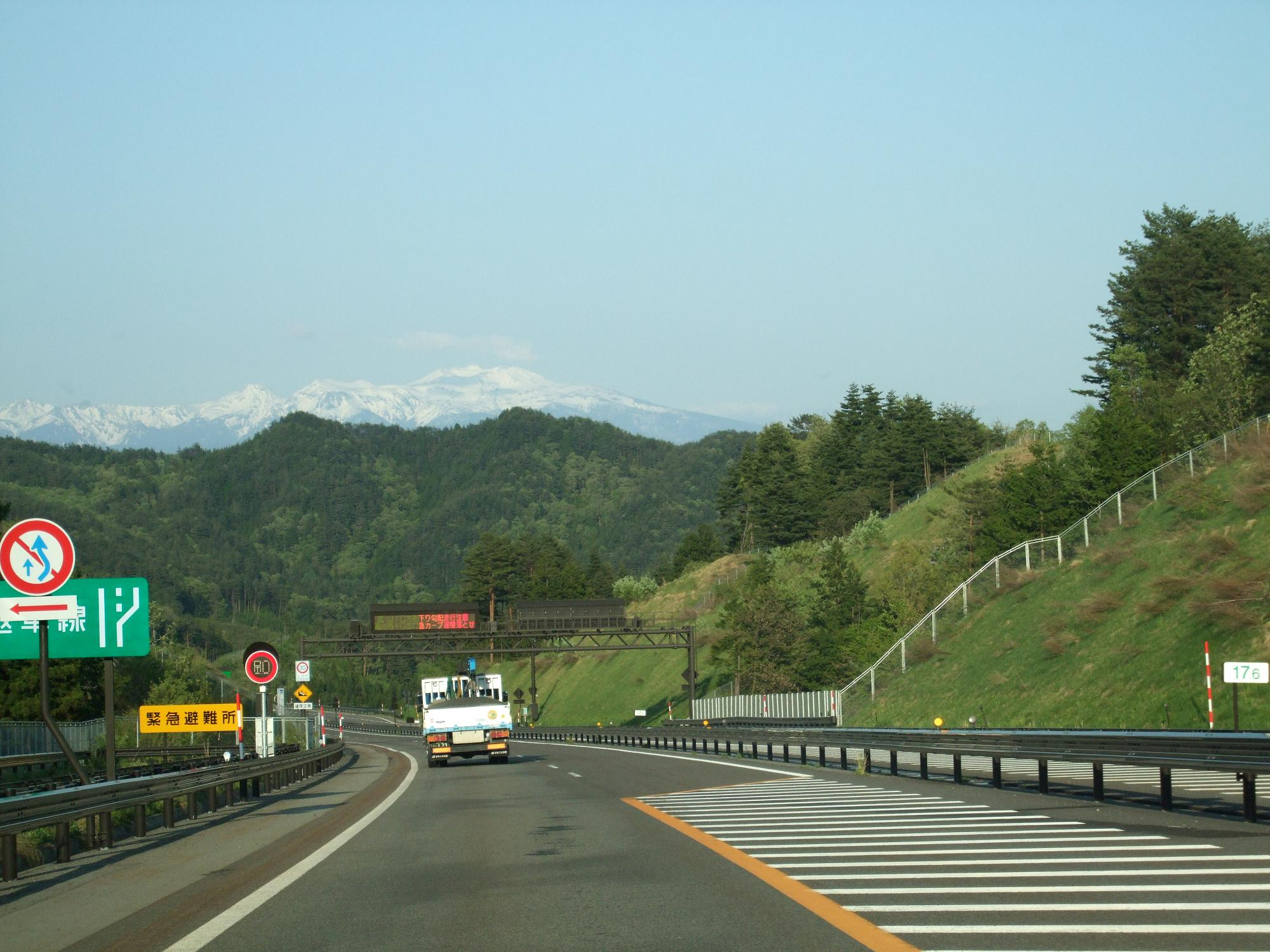
高山西IC付近（高山IC方面を撮影）

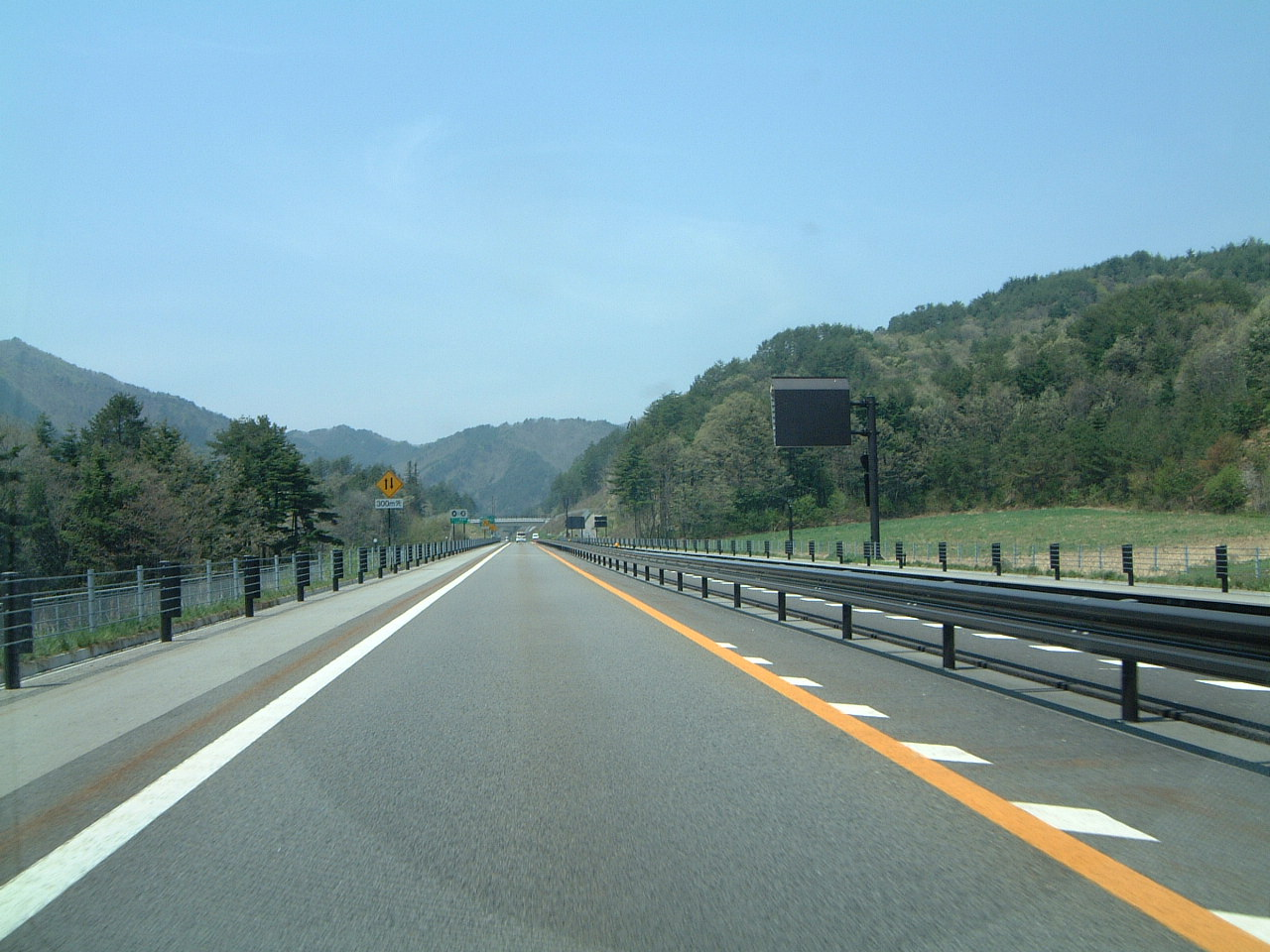
高山西IC付近（飛驒清見IC方面を撮影）

高山清見道路（たかやまきよみどうろ）は、岐阜県高山市丹生川町坊方（丹生川IC（仮称））と同市清見町夏厩（飛驒清見IC）を結ぶ、全長24.7 kmの道路である。
通行料金は無料。当道路のうち高山IC - 飛驒清見IC間のみ暫定2車線で供用中である。残りの丹生川IC（仮称）- 高山IC間（9.5 km）は2013年（平成25年）11月15日より工事着手している。

#### 高山清見道路の要目
- 起点：岐阜県高山市丹生川町坊方
- 終点：岐阜県高山市清見町夏厩
- 全長：24.7 km（供用延長 : 15.2 km）
- 規格：第1種第3級
- 標準道路幅員：22.0 m
- 車線数：4車線
  - 高山西IC付近以外は暫定2車線で供用
- 設計速度：80 km/h

#### 高山清見道路の沿革
- 1992年（平成4年）
  - 1月17日：都市計画決定。
  - 年度：事業化。
- 2004年（平成16年）11月27日：高山西IC - 飛驒清見IC間（8.7 km）の供用を開始。
- 2007年（平成19年）9月29日：高山IC - 高山西IC間（6.5 km）の供用を開始[14]。
- 未定：丹生川IC（仮称）- 高山IC間（9.5 km）の供用を開始予定。

#### 高山清見道路の主な構造物

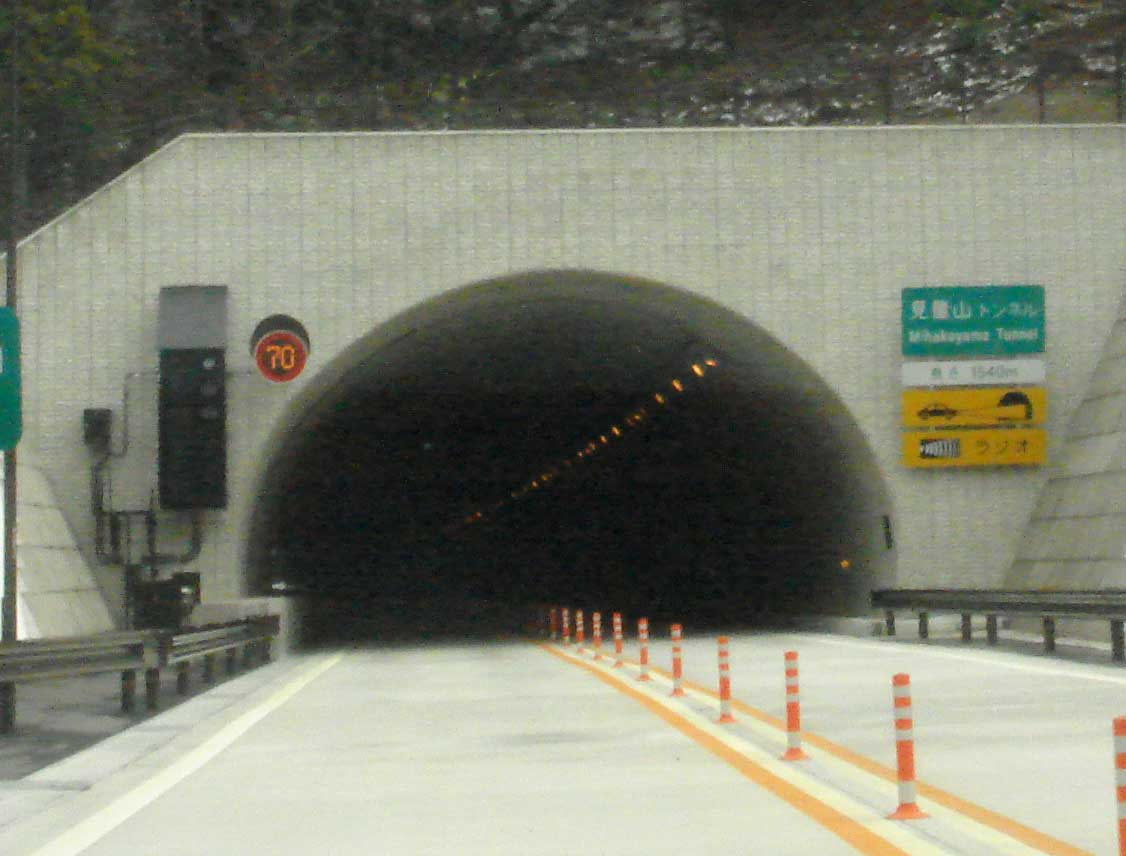
見量山トンネル（みはかやまトンネル）
  - 全長1,544 m、暫定2車線のトンネル。高山ICと高山西IC間の岐阜県高山市に所在し、見量山を貫く。2006年（平成18年）12月13日に貫通。なお、事業中の仮称を「下林トンネル」と称していた。
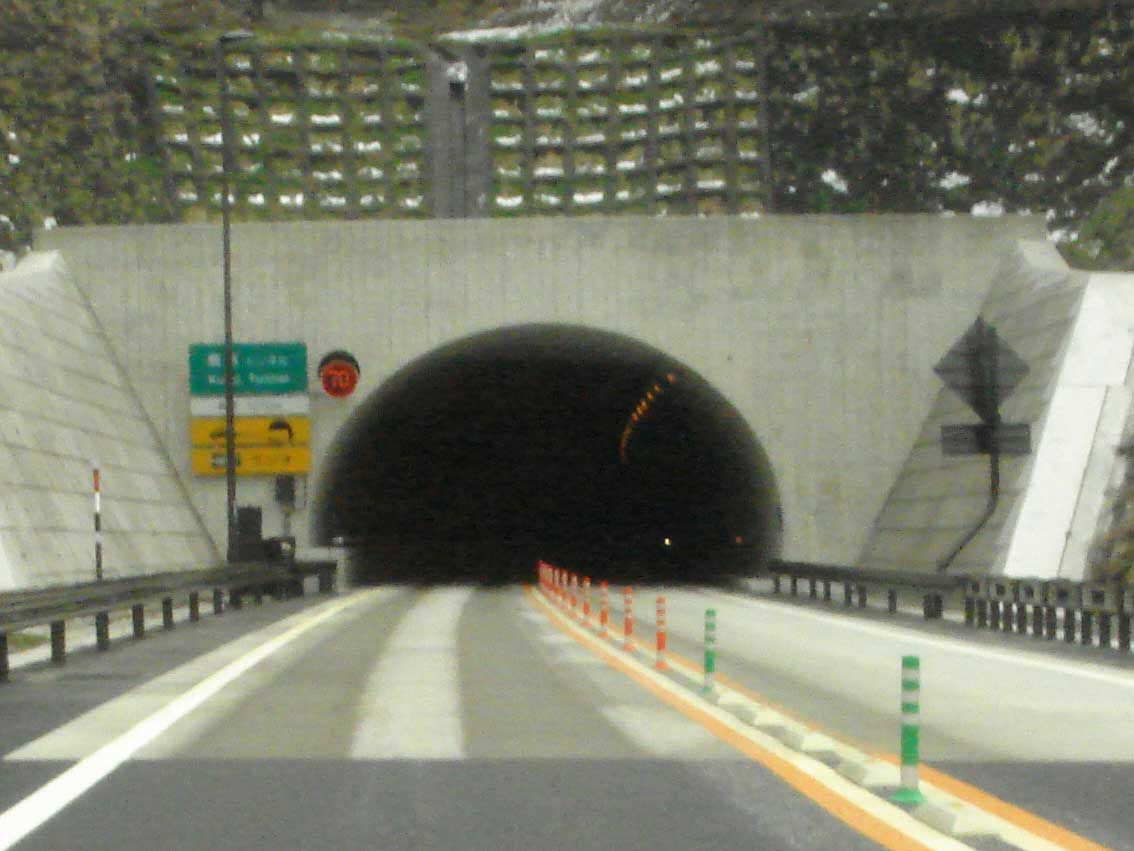
栗尾トンネル（くりおトンネル）
  - 全長1,069 m、暫定2車線のトンネル。高山ICと高山西IC間の岐阜県高山市に所在し、見量山を貫く。2006年（平成18年）9月12日に貫通。なお、事業中の仮称を「前原2号トンネル」と称していた。
- 前原高架橋 - 全長290 m。
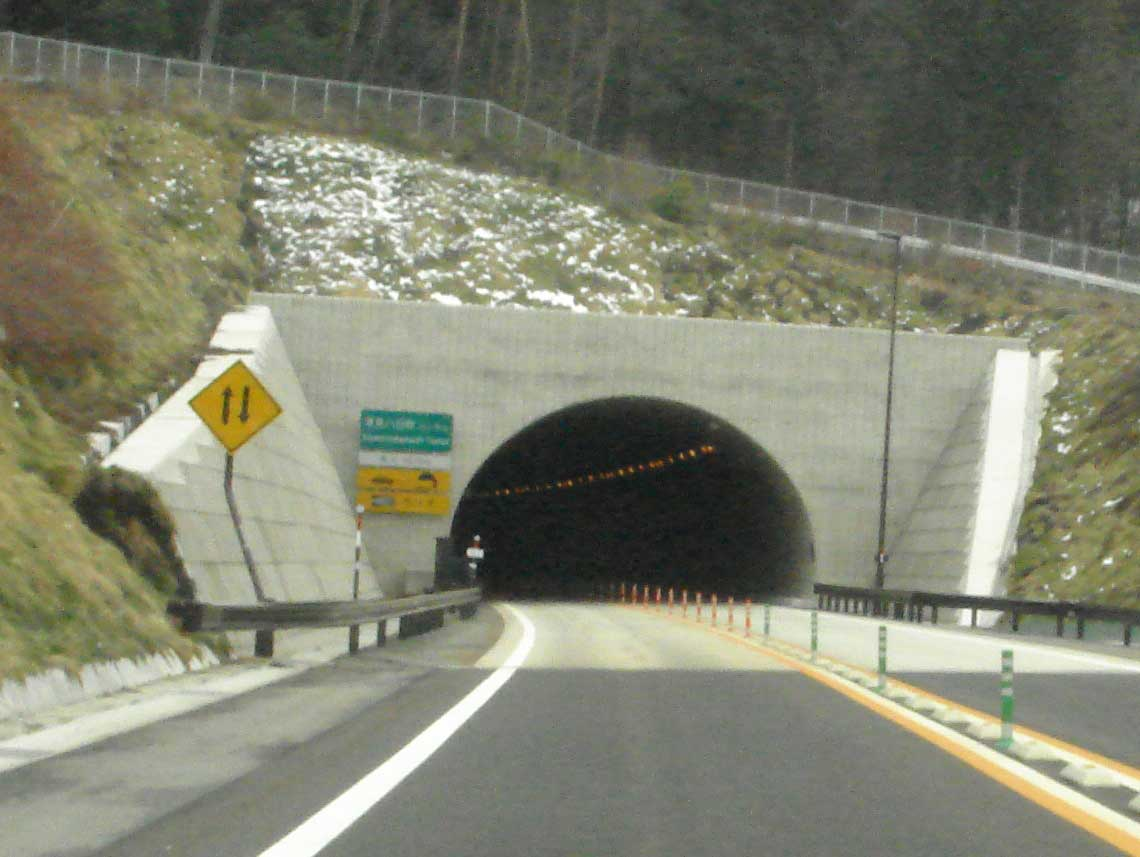
清見八日町トンネル（きよみようかまちトンネル）
  - 全長1,272 m、暫定2車線のトンネル。高山ICと高山西IC間の岐阜県高山市に所在し、名称の由来は高山市の地域名称である清見町と八日町から採られている。トンネル内は電波遮へい対策事業により携帯電話の通話が可能である。2006年（平成18年）5月17日に貫通。なお、事業中の仮称を「前原1号トンネル」と称していた。
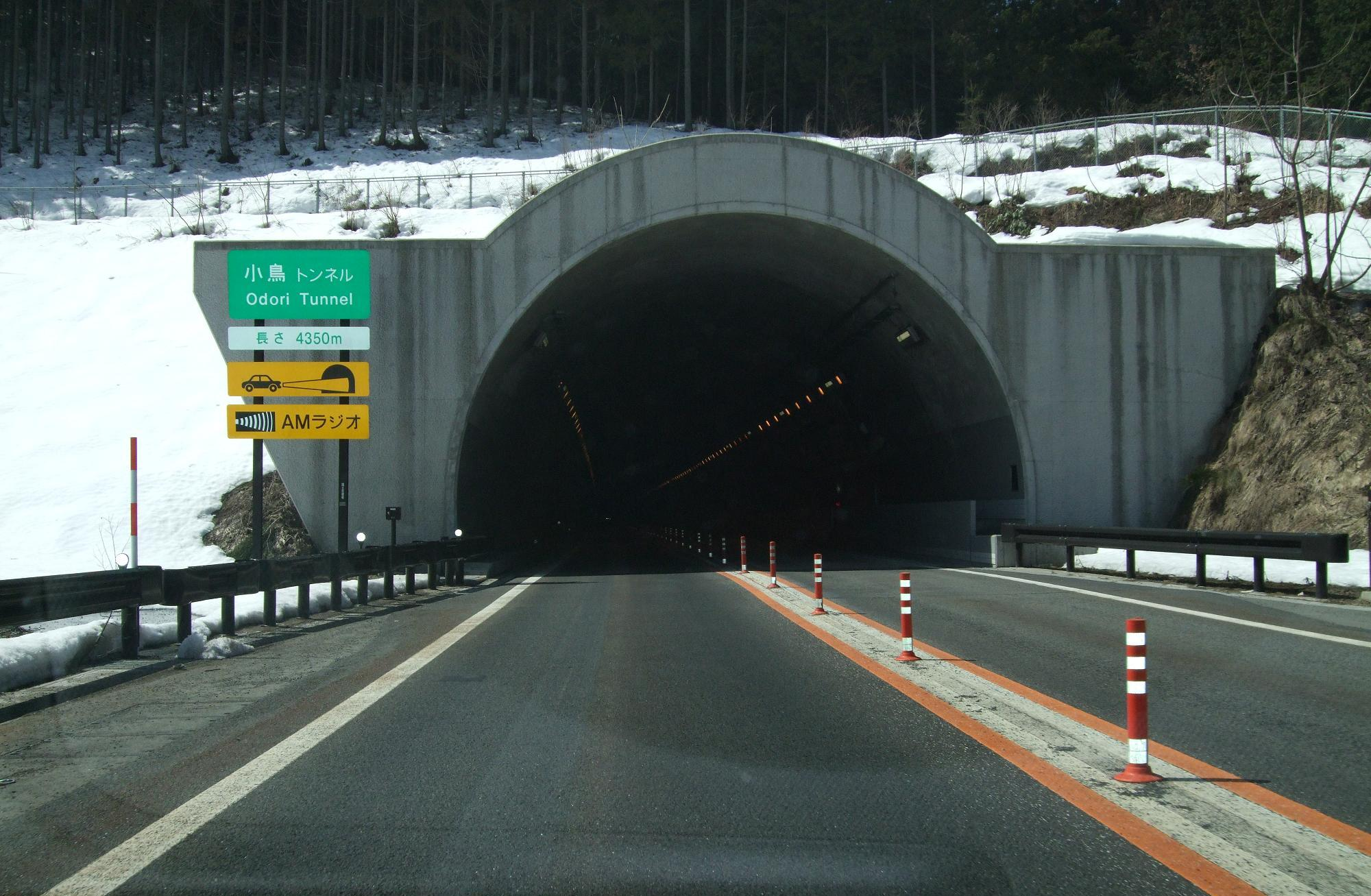
小鳥トンネル（おどりトンネル）
  - 全長4,346 m、暫定2車線のトンネル。高山西ICと飛驒清見IC間に所在し、小鳥峠のほぼ直下を貫く。2003年（平成15年）3月15日に貫通。※詳しくは、小鳥トンネルを参照。

- 見量山トンネル
- 栗尾トンネル
- 清見八日町トンネル
- 小鳥トンネル

### 東海北陸自動車道との重複区間
岐阜県高山市清見町夏厩（飛驒清見IC）と岐阜県郡上市白鳥町向小駄良（白鳥IC付近）は、東海北陸自動車道との重複区間である。高速道路ナンバリングにおいては、この区間は「E41」と「E67」の重複付番となっている。

### 油坂峠道路

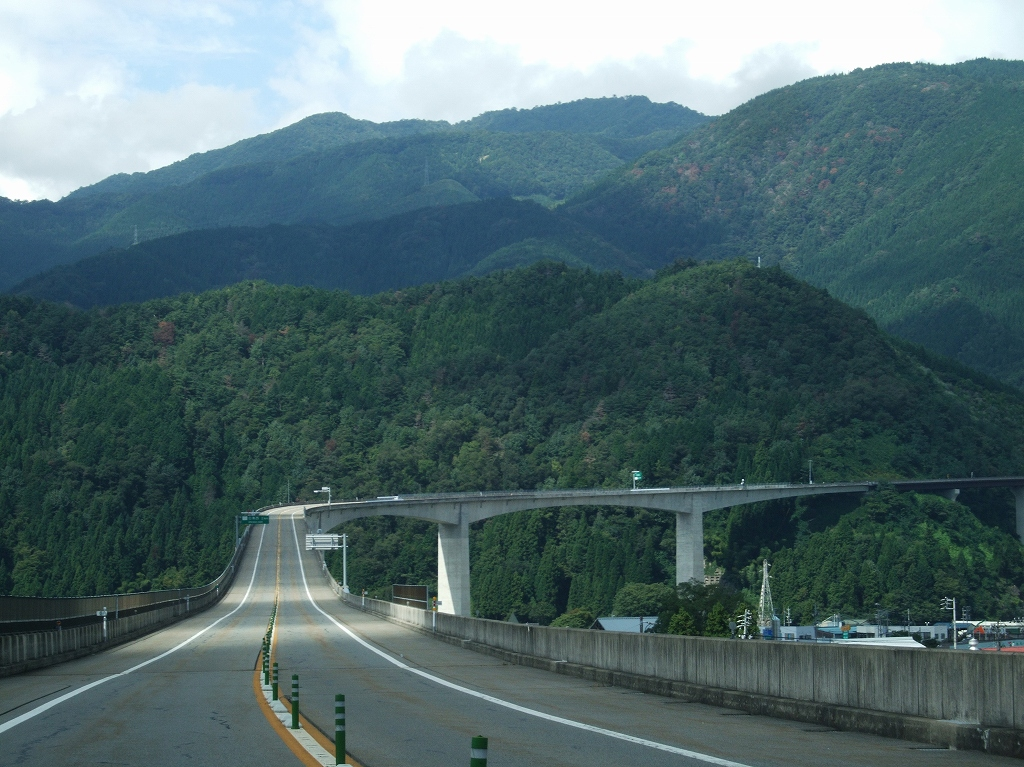
白鳥IC - 白鳥西IC間

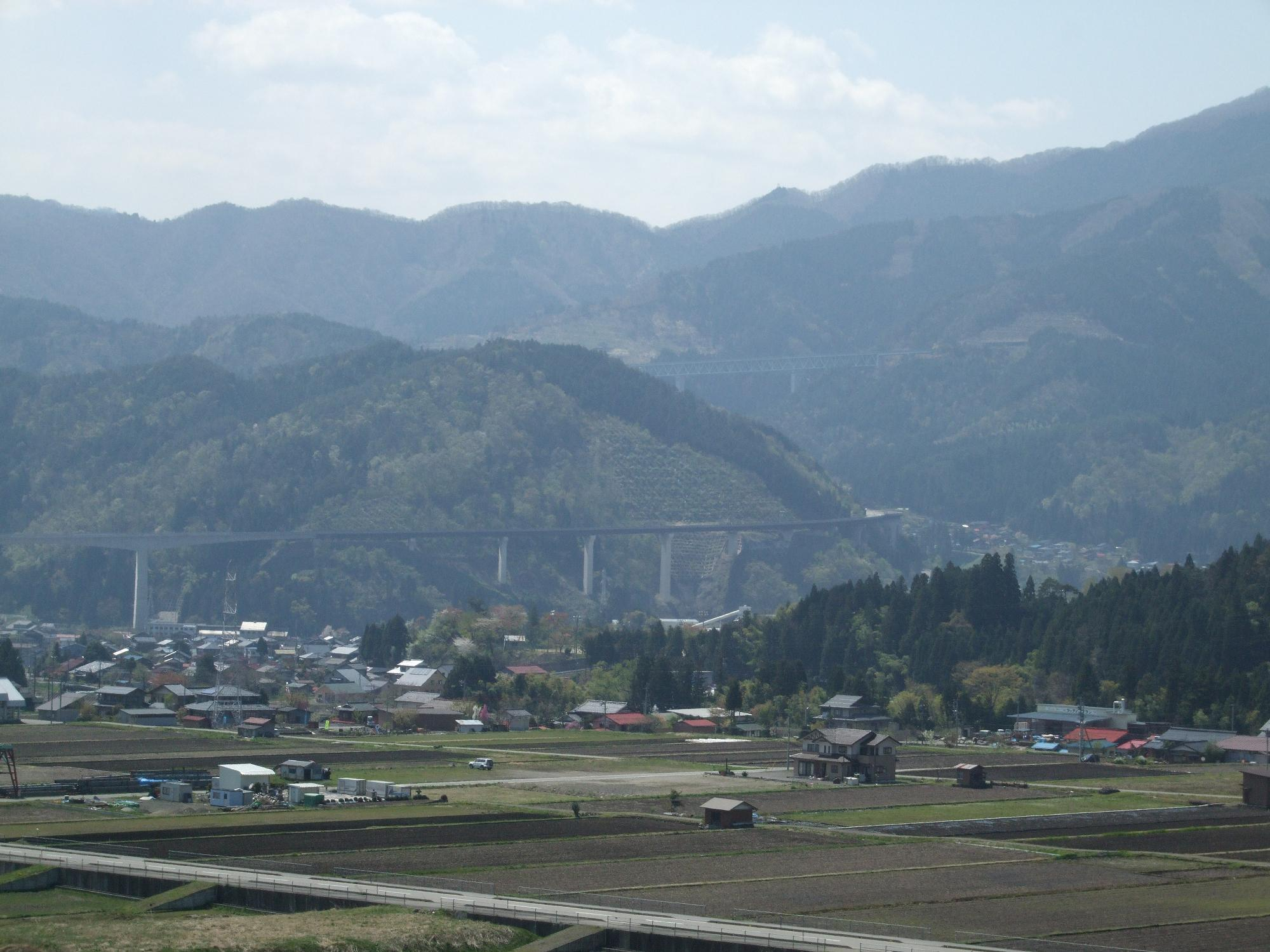
岐阜県側区間の遠望。山向こうが福井県。

油坂峠道路（あぶらさかとうげどうろ）は、岐阜県郡上市白鳥町向小駄良（白鳥IC付近）と福井県大野市東市布（油坂出入口）を結ぶ、全長11.3 kmの道路である。
旧道は、7 %の急勾配や急カーブ、峠にあるトンネルの幅が狭いことから、高規格道路を建設する計画を立てた。
もとは有料道路として供用を開始したが、道路の管理主体が日本道路公団から国土交通省中部地方整備局へ承継されたことに伴い、2005年（平成17年）9月30日に無料化された。
福井県側から当道路を通行した場合、白鳥ICからは一般道に降りられないため、白鳥西ICで降りることになる。

#### 油坂峠道路の要目
- 起点：福井県大野市東市布
- 終点：岐阜県郡上市白鳥町向小駄良
- 全長：11.3 km
- 規格
  - 白鳥IC - 岐阜県郡上市白鳥町向小駄良（大藤路橋）：第1種第3級
  - 岐阜県郡上市白鳥町向小駄良（大藤路橋）- 油坂出入口：第1種第4級
- 設計速度：80 km/h
  - 完成時期および経緯の違いから構造規格が異なっており、越美通洞前後4.0 kmの区間[注釈 3]は最高速度が50 km/hに、そのほかの区間では70 km/h（対面通行の自動車専用道路では一般的な速度）に設定されている。
- 最急勾配：5 %
- 車線数：暫定2車線
- 総事業費：計画749億円、実績777億円

#### 油坂峠道路の沿革
- 1977年（昭和52年）度 - 1980年（昭和55年）度：調査が実施される。
- 1981年（昭和56年）
  - この年、一般国道158号の一次改築事業として事業化される。
  - 7月10日：福井県および岐阜県の権限代行区間として工事開始が告示される[58]。
- 1983年（昭和58年）8月：建設省により着工される[59]。
- 1984年（昭和59年）度 ：越美通洞に着手する。
- 1987年（昭和62年）
  - 6月：当道路が「中部縦貫自動車道」に指定される[60]。
  - 11月18日：県境区間（越美通洞を含む、福井県大野郡和泉村東市布（油坂出入口）- 岐阜県郡上郡白鳥町（大藤路橋））が、暫定的に無料道路として供用を開始する[13]。
- 1989年（平成元年）8月8日：都市計画決定される。
- 1998年（平成10年）：日本道路公団により着工される。
- 1999年（平成11年）
  - 4月26日：白鳥西IC - 油坂第三トンネルおよび、油坂峠料金所の供用を開始。同時に有料道路となる。
  - 11月1日：白鳥IC - 白鳥西IC間の供用を開始する。
- 2005年（平成17年）9月30日：油坂峠料金所が廃止され、無料化される。

#### 油坂峠道路の主な構造物
岐阜県側にある油坂第1・第2・第3トンネルが大きくカーブしているのと対照的に、県境を貫く越美通洞は直線になっているので、坑口同士の見通しが効く。
- 為真高架橋(1,2,3)（(1)橋は延長579 m。(2)橋は建設時名称「牛道川高架橋」。延長276 m。(3)橋は建設時名称「長良川高架橋」。延長526 m。3橋合わせた総延長1381 m[61]。）
- 向小駄良高架橋(1)及び(2)（(1)橋は延長1158 m。(2)橋は延長374 m。総延長1532 m[61]。）
- 油坂第一トンネル （建設省近畿地方建設局福井工事事務所側の建設当時の名称「油坂第四トンネル」、全長847 m[62]）
- 油坂第二トンネル （同「油坂第三トンネル」、全長1,600 m[63]）
- 油坂大橋（同「油坂第7橋」、橋長380 m[61]。[64]）
- 油坂第三トンネル （同「油坂第二トンネル」、全長914 m[65]）
- 越美通洞 （同「油坂第一トンネル」、全長1,076 m[66]）
  - 当道路で唯一、トンネル名に「通洞」という呼称が命名されているが、これは当時の建設省近畿地方建設局福井工事事務所の所長が、部下にトンネル名を検討するよう指示し、部下は「油坂第一トンネル」、「越美トンネル」、「油坂峠トンネル」などの候補を挙げるも却下し、所長自らが現トンネル名を提案し、命名したものである[67]。
- 油坂大橋（全長1,076 m)

### 大野油坂道路
大野油坂道路（おおのあぶらさかどうろ）は、福井県大野市東市布（油坂出入口）と同市中津川（大野IC）を結ぶ道路。道路規格が第1種第4級、車線幅員が3.25 mで計画されている。日本の高速道路はそのほとんどが車線幅員3.5 mを基準としており、西九州自動車道や三遠南信自動車道で現道を活用する場合（暫定的なものを含む）に基準未満で供用する例が見られるが、新規に自動車専用道路を整備する場合に最初から車線幅員を3.25 mで計画するのは非常に特異である。
2009年（平成21年）3月9日、国土交通大臣の諮問機関である社会資本整備審議会の部会が開かれ、九頭竜IC（大野市貝皿、仮称時の名称：和泉IC）- 荒島IC（同市下唯野、仮称時の名称：大野東IC）間の14 kmが着工の見込みとなった。計画では完成2車線で設計速度60 km/h。事業費は約523億円、1日当たりの計画交通量は約7,400台。防災や救急医療などの面からも必要とされたほか、費用対効果は3.4と高い評価を得ている。同月13日、2010年度新規事業として採択されることが正式に決定した。
2014年（平成26年）3月末時点の用地取得率は54 %で、同年8月30日に着工。用地がまとまった箇所から順次工事を進める予定で、起工式に駆け付けた福井県選出の参議院議員山崎正昭は「7、8年で完成できるのでは」と全通に向けた意気込みを示した。
油坂出入口 - 九頭竜IC間15.5 kmについては、計画交通量を1日当たり約4,500台と見込む。同区間の整備を2011年（平成23年）12月24日に翌年度政府当初予算案の一部として閣議決定、2012年（平成24年）4月5日に同予算が国会で成立し翌日の予算配分によって正式に事業化された。東日本大震災を教訓に国土交通省が全国で高速道路ネットワークの未整備区間の解消や代替ルート確保を重視する中で、中部縦貫道の南海トラフ巨大地震発生時の迂回路としての機能が改めて評価されたものとみられている。また荒島IC - 大野IC間の5.5 kmについても2015年度（平成27年度） に新規事業化され、これにより福井県内の中部縦貫道は全線事業化された。
当初、大野・荒島区間と荒島・九頭竜区間は2022年度（令和4年度）の開通を予定していたが、荒島・九頭竜区間にある荒島第2トンネルの掘削が難航したため勝原IC - 九頭竜IC間の開通は2023年（令和5年）秋に延期された。また、九頭竜・油坂区間は当初2026年（令和8年）春の開通を予定していたが、新子馬巣谷橋（仮称）と大谷トンネル（仮称）で複数の工事課題が発生したため工程が精査され、2029年（令和11年）春の開通を予定している。

#### 大野油坂道路の要目
- 起点：福井県大野市東市布
- 終点：福井県大野市中津川
- 全長：35.0 km（うち供用済区間19.5 km）
- 規格：第1種第4級
- 道路幅員：（土工部）13.0 m、（橋梁部）12.0 m、（トンネル部）12.0 m
- 車線数：完成2車線（中央分離帯あり）
- 車線幅員：3.25 m
- 設計速度：60 km/h

#### 大野油坂道路の沿革
- 1997年（平成9年）2月：油坂峠料金所 - 大野IC間（約32 km）の基本計画が決定される。
- 2004年（平成16年）12月：ルート帯が発表される。
- 2006年（平成18年）：猛禽類を除く環境調査を実施する。
- 2010年度（平成21年度）：九頭竜IC - 荒島IC間（14.0 km）が事業化される。
- 2012年（平成24年）4月6日：油坂出入口 - 九頭竜IC間（15.5 km）が事業化される。
- 2013年度（平成25年度）：九頭竜IC - 荒島IC間の用地買収に着手[75]。
- 2014年（平成26年）8月30日：九頭竜IC- 荒島IC間の工事に着手。
- 2015年（平成27年）4月9日：荒島IC - 大野IC間（5.5 km）が事業化される。これにより大野油坂道路の全線が事業化。
- 2023年（令和5年）
  - 3月19日：大野IC - 勝原IC間（10.0 km）が開通[24]。
  - 10月28日：勝原IC - 九頭竜IC間（9.5 km）が開通[25]。
- 2029年（令和11年）春：油坂出入口 - 九頭竜IC間（15.5 km）が開通予定[9][10][11][12][注釈 2]。

#### 大野油坂道路の主な構造物
- 荒島第一トンネル（荒島IC - 勝原IC）：2,560 m
- 荒島第二トンネル（勝原IC - 下山IC）：4,988 m
- 下山トンネル（下山IC - 九頭竜IC）：416 m
- 九頭竜トンネル（下山IC - 九頭竜IC）：2,388 m
- 川合トンネル（九頭竜IC - 油坂出入口）：2,550 m
- 新長野トンネル（九頭竜IC - 油坂出入口）：2,243 m
- 大谷トンネル（九頭竜IC - 油坂出入口）：860 m
- 新下半原トンネル（九頭竜IC - 油坂出入口）：227 m
- 上半原トンネル（九頭竜IC - 油坂出入口）：1,146 m
- 東市布トンネル（九頭竜IC - 油坂出入口）：1,167 m

### 永平寺大野道路

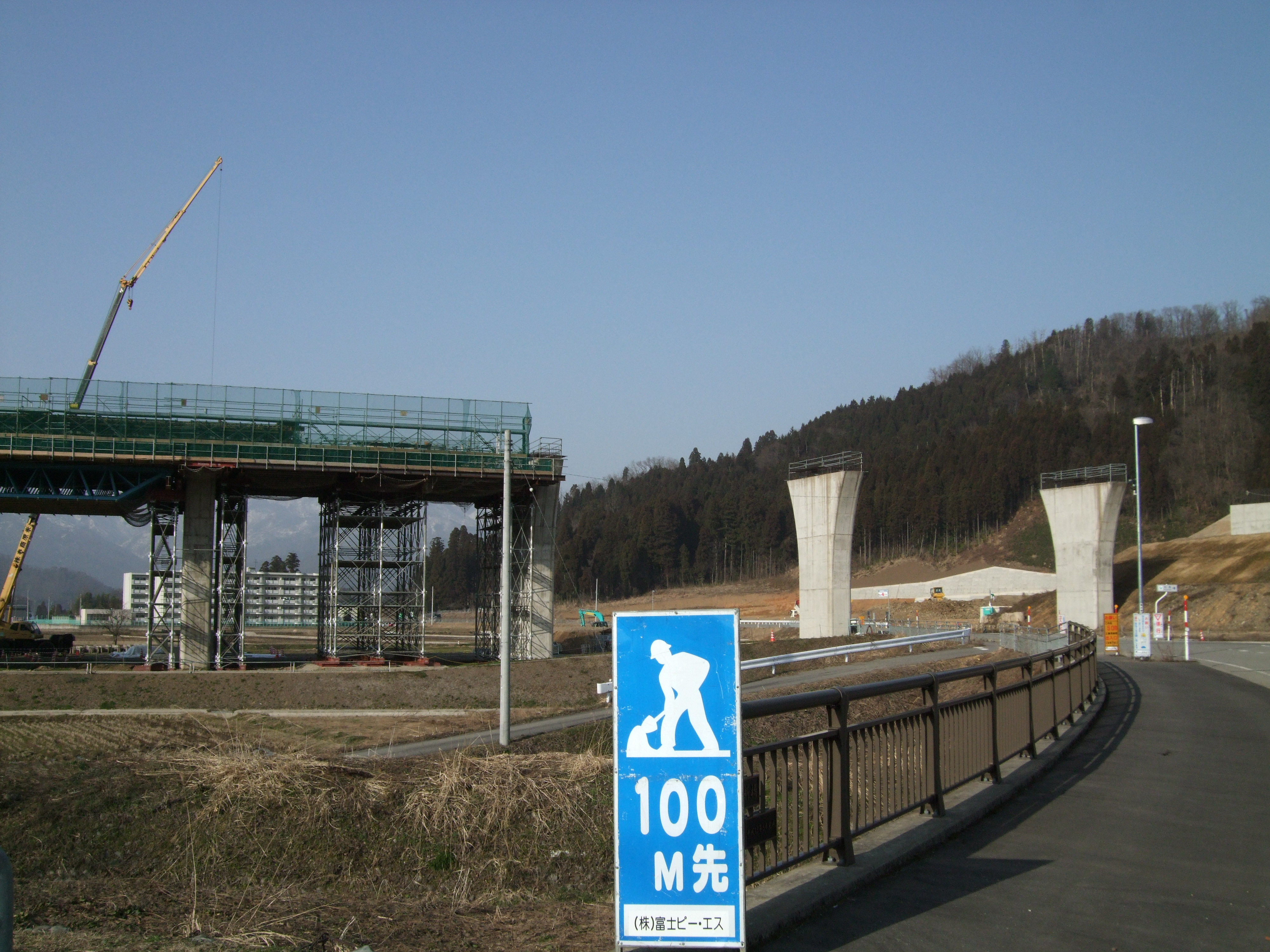
工事の様子（鹿谷高架橋） - 勝山市鹿谷町

永平寺大野道路（えいへいじおおのどうろ）とは、福井県大野市中津川（大野IC）と同県福井市玄正島町（福井北JCT/IC）を結ぶ、全長26.4 kmの道路である。
2017年（平成29年）7月8日に上志比IC - 永平寺IC間が開通したことにより、全線暫定2車線開通となった。都市計画時は有料道路として整備した場合に石上PAを勝山IC - 上志比IC間に設置する計画があったが、道の駅禅の里が上志比ICの近くに開設されたため計画は中止となり、永平寺町や福井県、国土交通省の資料やパンフレットからも削除されている。

#### 永平寺大野道路の要目
- 起点：福井県大野市中津川
- 終点：福井県福井市玄正島町
- 全長：26.4 km（全区間供用済）
- 幅員：22.0 m
- 車線数：4車線（全区間暫定2車線）
- 規格
  - 大野IC - 永平寺参道IC・松岡IC - 福井北JCT/IC：第1種第3級
  - 永平寺参道IC - 松岡IC：第3種第3級
- 設計速度：80 km/h
  - 制限速度70 km/hにて供用している。
- 事業費：約1,290億円

#### 永平寺大野道路の沿革
- 1985年（昭和60年）度：福井県が、越坂トンネル関連区間（現・永平寺参道IC - 松岡IC間）の事業に着手する。
- 1989年（平成元年）8月8日：都市計画決定され、大野IC - 永平寺参道IC間の基本計画が決定する。
- 1990年（平成2年）
  - 年度：国が大野IC - 上志比IC間を、福井県が上志比IC - 永平寺参道IC間をそれぞれ事業化する。
  - 11月1日：大野IC - 永平寺参道IC間の整備計画決定、永平寺参道IC - 福井北JCT/IC間の基本計画決定。
- 1992年（平成4年）
  - 年度：用地買収に着手する。
  - 8月21日：永平寺参道IC - 福井北JCT/IC間が都市計画決定される。
- 1993年（平成5年）
  - 年度：上志比IC - 永平寺参道IC間の事業を福井県から国へ移管。国が永平寺大野道路全線を事業化する。
  - 6月1日：越坂トンネル関連区間（現・永平寺参道IC - 松岡IC間、1.8 km）の供用を開始する。
  - 7月30日：永平寺参道IC - 福井北JCT/IC間の整備計画が決定される。
- 2001年（平成13年）12月：保田トンネル・吉峰トンネルが貫通する。
- 2007年（平成19年）3月17日：永平寺IC - 永平寺参道IC間の供用を開始する[注釈 6]。
- 2008年（平成20年）3月30日：維持管理業務を福井県から国へ移管[80]。
- 2009年（平成21年）3月28日：勝山IC - 上志比IC間の供用を開始する。
- 2011年（平成23年）8月1日：松岡IC - 福井北JCT/IC間着工。
- 2013年（平成25年）3月24日：大野IC - 勝山IC間（7.8 km）の供用を開始[15]。
- 2015年（平成27年）3月1日
  - 松岡IC - 福井北JCT/IC間（2.2 km）の供用を開始[16][17][18]。
  - 仮称・永平寺東ICは永平寺ICに、仮称・永平寺西ICは永平寺参道ICに、それぞれ正式名称決定。
- 2017年（平成29年）7月8日：上志比IC - 永平寺IC間（5.3 km）の供用を開始[19][77][81]。これにより、全線開通[19][77][81]。

#### 永平寺大野道路の主な構造物
- 越坂トンネル（松岡IC - 永平寺参道IC）：1,150 m
- 浅見トンネル（永平寺IC - 上志比IC）：936 m
- 吉峰トンネル（上志比IC - 勝山IC）：1,537 m
- 保田トンネル（上志比IC - 勝山IC）：269 m
- 杉俣トンネル（勝山IC - 大野IC）：290 m
- 大袋トンネル（勝山IC - 大野IC）：1,155 m
- 小矢戸トンネル（勝山IC - 大野IC）：1,428 m

## 地理

### 通過する自治体
- 長野県
  - 松本市
- 岐阜県
  - 高山市 - 郡上市
- 福井県
  - 大野市 - 勝山市 - 吉田郡永平寺町 - 福井市

### 接続する高速道路
- E19 長野自動車道 （松本JCT（仮称）で接続）（事業中）
- E41 東海北陸自動車道 （飛驒清見IC、白鳥ICで接続）
- E8 北陸自動車道 （福井北JCT/ICで接続）